# 阿恩布鲁克
阿恩布鲁克是德国巴伐利亚州的一个市镇。总面积37.90平方公里，总人口2010人，其中男性995人，女性1015人（2011年12月31日），人口密度53人/平方公里。